# Pietro Labriola (musicista)
Pietro Labriola (Napoli, 11 marzo 1820 – Napoli, 22 novembre 1900) è stato un compositore e cantante italiano.

## Biografia
Labriola aveva studiato al Conservatorio di San Pietro a Majella, diplomandosi in canto e pianoforte sotto la guida, rispettivamente, di Giacomo Guglielmi e Pietro Casella. Debuttò come cantante al teatro del Fondo e in seguito nel 1852 fu nominato nel ruolo di tenore presso la Cappella Palatina. Si dedicò all'insegnamento di musica e canto, tra i quali suoi allievi vi fu Nicola D'Arienzo.
Compose un numero notevole di canzoni, il cui grande successo è confermato dalla presenza nei cataloghi dei maggiori editori del tempo: il napoletano Fabbricatore, per esempio, gli dedicò due album, Il bazar musicale (settanta tra canzoni e ballabili) e L'aura di Mergellina (1865).

## Composizioni
- Lu cardillo
- Lo spassatiempo
- Luisella
- Lu ciuccio de Cola
- I maccheroni
- Lu trovatore